# Ectopatria neuroides
Ectopatria neuroides là một loài bướm đêm thuộc họ Noctuidae. Nó được tìm thấy ở New South Wales, Bắc Úc, Queensland, Nam Úc và Tây Úc.